# Клименко Іван Юхимович
Іван Юхимович Клименко (нар. 28 лютого 1921, село Успеновка Оренбурзько-Тургайської губернії, тепер Федоровського району Костанайської області, Казахстан — 27 червня 2006, місто Смоленськ, Росія) — радянський державний діяч, голова Ярославського промислового облвиконкому, 1-й секретар Смоленського обласного комітету КПРС. Кандидат у члени ЦК КПРС у 1971—1976 роках. Член ЦК КПРС у 1976—1989 роках. Депутат Верховної Ради СРСР 8—11-го скликань. Кандидат економічних наук (1958).

## Життєпис
Народився в родині вихідців з України.
У 1942 році закінчив Ростовський інститут інженерів залізничного транспорту.
У 1942—1943 роках — помічник машиніста, інженер залізничного депо в місті Ярославлі. У 1943—1949 роках — викладач, начальник навчальної частини школи паровозних машиністів (дорожньої технічної школи), начальник відділу кадрів управління Північної залізниці в Ярославлі.
Член ВКП(б) з 1945 року.
У 1949—1952 роках — завідувач транспортного відділу Ярославського обласного комітету ВКП(б).
У 1952—1953 роках — 2-й секретар Ярославського міського комітету ВКП(б) (КПРС).
У 1953—1954 роках — голова виконавчого комітету Ярославської міської ради депутатів трудящих Ярославської області.
У 1954 році закінчив заочну Вищу партійну школу при ЦК КПРС.
У 1954—1958 роках — аспірант Академії суспільних наук при ЦК КПРС.
У 1958—1959 роках — старший викладач, заступник директора Ярославської обласної школи КПРС.
У 1959—1961 роках — завідувач відділу партійних, профспілкових і комсомольських органів Ярославського обласного комітету КПРС.
У березні 1961 — січні 1963 року — 2-й секретар Ярославського обласного комітету КПРС.
У грудні 1962 — грудні 1964 року — голова виконавчого комітету Ярославської промислової обласної ради депутатів трудящих.
У грудні 1964 — серпні 1965 року — секретар Ярославського обласного комітету КПРС.
У серпні 1965 — 29 грудня 1969 року — 2-й секретар Смоленського обласного комітету КПРС.
29 грудня 1969 — 19 травня 1987 року — 1-й секретар Смоленського обласного комітету КПРС.
З травня 1987 року — персональний пенсіонер союзного значення в місті Смоленську. Займався суспільно-політичної та публіцистичною роботою. Автор кількох книг мемуарів.
Помер 27 червня 2006 року. Похований в Смоленську на Братському цвинтарі.

## Нагороди і звання
- два ордени Леніна
- орден Жовтневої Революції
- орден Трудового Червоного Прапора
- медалі
- Почесний громадянин міста Смоленська (30.09.1997)
- Почесний енергетик СРСР
- Почесний транспортний будівник СРСР